# Monique Rutler
Monique Elisabeth Rutler (Mulhouse, 2 de fevereiro de 1941) é uma cineasta e montadora franco-portuguesa.

## Biografia
Monique Rutler nasceu no dia 2 de Fevereiro de 1941, na cidade francesa de Mulhouse, na região da Alsácia. 
Após a morte do pai, no ínicio da década de cinquenta, vem viver para Portugal com a mãe, onde estuda no Liceu Francês em Lisboa.  O primeiro contacto com o cinema ocorre através de uma tia que trabalhava na cinemateca francesa. 
Regressa a França onde trabalha no aeroporto de Paris-Orly e casa com um português, de quem tem dois filhos. 
Em 1969, volta para Portugal onde se fixa definitivamente.  Uma vez em Lisboa, inscreve-se no Instituto das Novas Profissões no curso de Cinema, inscrevendo-se de seguida no mesmo curso no Conservatório Nacional de Lisboa (actual Escola Superior de Teatro e Cinema de Lisboa). 
Inicia o seu percurso profissional como estagiária do realizador António de Macedo, do qual foi aluna no Instituto das Novas Profissões, no filme A Promessa, em 1972. 
Afirma-se como montadora e assistente de realização, trabalhando com vários realizadores, entre eles: António de Macedo, Carlos Vasconcelos, Fernando Matos Silva, José Fonseca e Costa, José Nascimento, José Ribeiro Mendes e Manoel de Oliveira. 
Após a revolução do 25 de Abril, integra a Cinequipa, umas das cooperativas de cinema que surgiram em Portugal nessa altura.  É enquando membro desta que em 1975, realiza o polémico documentário O Aborto não é Crime que fazia parte da série documental Nome Mulher, na qual as jornalistas Maria Antónia Palla e Antónia Sousa reportavam a situação das mulheres portuguesas. Por este episódio, estas são processadas, levadas a tribunal e a série cancelada. 
Realiza a sua primeira longa-metragem, Velhos São os Trapos, em 1979. 
É casada com o cenógrafo Fernando Filipe. 

## Prémios e Reconhecimento
Em 2018 passou a fazer parte da Academia Portuguesa de Cinema. 
Foi distinguida com o Prémio Mulher Cineasta no Festival Porto Femme de 2019. 

## Filmografia Seleccionada
Realizou os filmes: 
- 1975 - O Aborto Não É Crime (1975) [7]
- 1981 - Assoa o Nariz e Porta-te Bem, telefilme [14]
- 1979 - Velhos São os Trapos, docu-ficção sobre os problemas da terceira idade [15]
- 1984 - Jogo de Mão, nomeado para o Leão de Ouro [16]
- 1989 - O Carro da Estrela, documentário sobre o cineasta António Lopes Ribeiro (1989) [17][18]
- 1992 - Solo de Violino, filme de época sobre o caso de Adelaide Coelho da Cunha (1992) [19] [20]

Foi montadora dos filmes: 
- 1975 - As Armas e o Povo [21]

- 1977 - Argozelo: À Procura dos Restos das Comunidades Judaicas, do realizador Fernando Matos Silva [22]
- 1977 - Terra de Pão, Terra de Luta, do realizador José Nascimento [23]

- 1979 - Auto-retrato, Ivone Silva: "A Faz Tudo", do realizador José Fonseca e Costa [24]
- 1981 - Francisca, do realizador Manoel de Oliveira [25][26][27]
- 1981 - Rita, do realizador José Ribeiro Mendes [28]

- 1984 - Armando, do realizador Carlos Vasconcelos [29][25]